# Satz von Cauchy (Gruppentheorie)
Der Satz von Cauchy ist ein mathematischer Satz der Gruppentheorie, der die Existenz von Elementen in einer endlichen Gruppe mit bestimmten Ordnungen nachweist. Der Satz ist nach dem französischen Mathematiker Augustin-Louis Cauchy benannt, der ihn 1845 bewiesen hat.

## Aussage
Der Satz von Cauchy besagt:
Wenn eine Primzahl {\displaystyle p} die Gruppenordnung einer endlichen Gruppe {\displaystyle G} teilt, dann enthält {\displaystyle G} ein Element der Ordnung {\displaystyle p}.

## Einordnung
Der Satz ist eine teilweise Umkehrung des Satzes von Lagrange, der besagt, dass die Ordnung einer beliebigen Untergruppe einer endlichen Gruppe {\displaystyle G} die Ordnung von {\displaystyle G} teilt: Zu jedem Primteiler {\displaystyle p} der Gruppenordnung, so ließe sich der Satz von Cauchy auch formulieren, existiert (wenigstens) eine Untergruppe der Ordnung {\displaystyle p}.
Man kann den Satz auch als Spezialfall des 1. Sylow-Satzes betrachten, der besagt, dass es zu jedem Teiler {\displaystyle n} der Gruppenordnung, der eine Primzahlpotenz {\displaystyle n=p^{r}} ist, eine Untergruppe der Ordnung {\displaystyle n}, also eine p-Untergruppe von {\displaystyle G} gibt. Die Sylow-Sätze wurden von Peter Ludwig Mejdell Sylow erheblich später als der Satz von Cauchy, im Jahr 1872 bewiesen und für den induktiv geführten Beweis des 1. Satzes wird die Aussage des Satzes von Cauchy als Induktionsanfang benötigt.

## Beweis
Der folgende Beweis findet sich im Lehrbuch von Hungerford und geht auf den Mathematiker J. H. McKay zurück. Sei {\displaystyle G} eine endliche Gruppe und {\displaystyle p} ein Primteiler ihrer Gruppenordnung. Man betrachtet die Menge {\displaystyle M} aller {\displaystyle p}-Tupel {\displaystyle (g_{1},g_{2},\ldots g_{p})\in G^{p}} mit der Eigenschaft, dass das Produkt {\displaystyle g_{1}\cdot g_{2}\cdots g_{p}=e}, also gleich dem neutralen Element {\displaystyle e} von {\displaystyle G} ist. Auf dieser Menge operiert die zyklische Gruppe mit {\displaystyle p} Elementen {\displaystyle C_{p}} durch zyklische Vertauschung, d. h. für {\displaystyle k\in C_{p}:\quad k\cdot (g_{1},...,g_{p})=(g_{1+k},...,g_{p},g_{1},...,g_{k})}. {\displaystyle M} enthält genau {\displaystyle |G|^{p-1}} Elemente, denn bei beliebiger Vorgabe der ersten {\displaystyle p-1} Gruppenelemente im Tupel gibt es immer genau ein letztes Element, so dass das Tupel in {\displaystyle M} liegt – das inverse Element des vorgegebenen Produkts. Ein Element von {\displaystyle M} wird durch diese Operation von {\displaystyle C_{p}} genau dann fixiert, wenn es als Einträge {\displaystyle p} mal dasselbe Gruppenelement {\displaystyle g} hat. Sicher ist das Tupel, das {\displaystyle p} mal das Einselement {\displaystyle g=e} von {\displaystyle G} enthält, ein solches Fixelement, also existieren solche Fixelemente. Aus der Bahnformel folgt nun, dass für jede Bahn in {\displaystyle M} die Anzahl {\displaystyle n} ihrer Elemente ein Teiler der Ordnung von {\displaystyle C_{p}}, also von {\displaystyle p} ist. Da {\displaystyle p} eine Primzahl ist, kann also nur {\displaystyle n=1} oder {\displaystyle n=p} gelten. Die Menge {\displaystyle M} zerfällt nun in solche Bahnen, daher muss die Anzahl der Fixelemente ({\displaystyle n=1}) ein Vielfaches von {\displaystyle p} sein, da auch {\displaystyle |M|=|G|^{p-1}} wie {\displaystyle |G|} nach Voraussetzung von {\displaystyle p} geteilt wird. Also gibt es mindestens ein von dem Tupel, das nur das neutrale Element von {\displaystyle G} enthält, verschiedenes Fixelement {\displaystyle (g,\ldots ,g)} in {\displaystyle M}. Damit aber erfüllt {\displaystyle g} die Bedingung {\displaystyle g^{p}=e} und erzeugt daher die gesuchte Untergruppe {\displaystyle U} mit {\displaystyle p} Elementen.

## Alternativer Beweis im abelschen Fall
Für den Fall, dass die Gruppe {\displaystyle G}  abelsch ist, lässt sich der Satz von Cauchy auch per starker Induktion nach {\textstyle c:={\frac {|G|}{p}}} beweisen. Sei {\displaystyle G} endlich und abelsch. Für den Induktionsanfang sei {\displaystyle c=1}. Nach dem Satz von Lagrange wird {\displaystyle G} von jedem nicht-neutralen Element erzeugt, insbesondere hat jedes solche Element Ordnung {\displaystyle p}. Für den Induktionsschritt sei {\displaystyle y\in G\setminus \{e\}} ein beliebiges nicht-neutrales Element in {\displaystyle G}. Teilt {\displaystyle p} die Ordnung von {\displaystyle y}, so hat {\displaystyle y^{\frac {|y|}{p}}} Ordnung {\displaystyle p}. Teilt {\displaystyle p} die Ordnung von {\displaystyle y} nicht, betrachte die von {\displaystyle y} erzeugte zyklische Untergruppe {\displaystyle H:=\langle y\rangle }. Da {\displaystyle G} abelsch ist, ist {\displaystyle H} ein Normalteiler von {\displaystyle G} und die Faktorgruppe {\displaystyle G/H} existiert. Da {\displaystyle p} prim ist, teilt {\displaystyle p} die Ordnung von {\displaystyle G/H}, welche nach Induktionsvoraussetzung ein Element {\displaystyle xH\in G/H} der Ordnung {\displaystyle p} enthält. Da {\displaystyle (xH)^{|x|}=x^{|x|}H=eH}, teilt {\displaystyle p=|xH|} die Ordnung von {\displaystyle x} in {\displaystyle G}. Entsprechend hat {\displaystyle x^{\frac {|x|}{p}}} die Ordnung {\displaystyle p} in {\displaystyle G}, was den Satz beweist.

## Folgerung
Nach dem Satz von Cayley ist jede endliche Gruppe isomorph zu einer Untergruppe der symmetrischen Gruppe {\displaystyle S_{n}}. Man kann sich nun fragen, wie groß {\displaystyle n} für eine solche (treue!) Darstellung als Permutationsgruppe mindestens sein muss. Ist {\displaystyle m} die Ordnung der Gruppe {\displaystyle G}, dann kann man explizit eine Darstellung mit {\displaystyle n=m} angeben, aber dieser Wert ist nur in wenigen Spezialfällen minimal. Ein Element von Primzahlpotenzordnung {\displaystyle n=p^{r}} kann nur treu auf einer Menge operieren, die wenigstens {\displaystyle n=p^{r}} Elemente enthält. Die Existenz eines solchen Elementes kann aus der Ordnung von {\displaystyle G} allein nur im Fall {\displaystyle r=1} gefolgert werden – und das eben ist Cauchys Spezialfall des ersten Sylowsatzes.